# Dipara mohanae
Dipara mohanae är en stekelart som beskrevs av T.C. Narendran och Sureshan 2001. Dipara mohanae ingår i släktet Dipara och familjen puppglanssteklar. Inga underarter finns listade i Catalogue of Life.